# John Mason Clarke

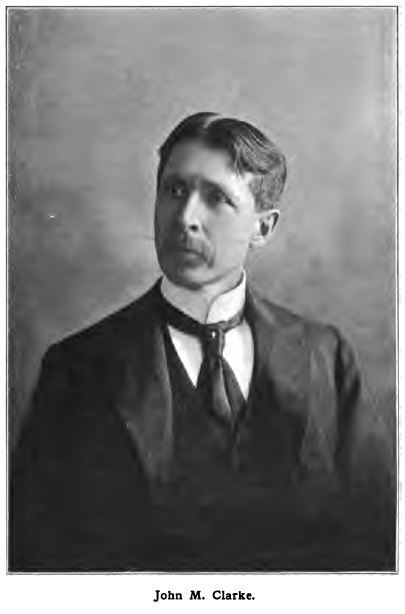
John M. Clarke

John Mason Clarke (* 15. April 1857 in Canandaigua, New York; † 29. Mai 1925 in Albany, New York) war ein US-amerikanischer Geologe und Paläontologe. Er war Staatspaläontologe des Bundesstaats New York und 1909 der erste Präsident der Paleontological Society. Sein offizielles botanisches Autorenkürzel lautet „J.M.Clarke“.

## Leben
Clarke studierte am Amherst College mit de Bachelor-Abschluss 1877 und lehrte an verschiedenen Colleges, darunter dem Smith College, wo er 1882 Professor wurde. In dieser Zeit begann er sich mit Paläontologie zu befassen, speziell dem oberen Devon. 1883/84 war er in Deutschland, unter anderem bei Adolf von Koenen in Göttingen, wo er das obere Devon des Ibergs bearbeitete, und bei Emanuel Kayser, ebenfalls Devon-Spezialist. 1884/85 unterrichtete er am Amherst College. 1886 wurde er Assistent des Staatspaläontologen von New York James Hall am New York State Museum of Natural History in Albany. 1894 wurde er Professor für Geologie und Mineralogie am Rensselaer Polytechnic Institute und 1898 als Nachfolger von Hall Staatspaläontologe in New York. 1904 wurde er Staatsgeologe und -paläontologe und Direktor des Naturkundemuseums in Albany. 1906 wurde er zum korrespondierenden Mitglied der Göttinger Akademie der Wissenschaften gewählt.
Neben dem Devon von New York bearbeitete er das Devon in Deutschland, dem südöstlichen Teil Quebecs in Kanada, Maryland, Argentinien, Brasilien und den Falklandinseln. Von ihm stammen über 450 wissenschaftliche Veröffentlichungen.
1916 war er Präsident der Geological Society of America. Mindestens 42 Arten und 3 Gattungen von Lebewesen wurden nach ihm benannt. 135 Gattungen und 870 Arten hat er selbst erstbeschrieben und benannt. Er setzte als Staatsgeologe die Landesaufnahme von New York fort und setzte den Schutz ausgewählter Geotope durch.
Er war mehrfacher Ehrendoktor, unter anderem in Marburg, Chicago, an der Johns Hopkins University, der Princeton University und am Amherst College. Er war Mitglied der National Academy of Sciences (1909), deren Mary Clark Thomson Medal er erhielt, der American Philosophical Society (1911) und der American Academy of Arts and Sciences (1915).

## Schriften
- Die Fauna des Iberger Kalkes, Neues Jahrbuch Mineralogie, Geologie und Paläontologie, Beilage, Band 3, 1884, 316–411
- mit Hall: Devonian Crustacea, 1888
- The Hercynian question, 1889, 1891
- mit Hall: An Introduction to the Study of the Genera of Paleozoic Brachiopoda 1892/94
- mit Hall: A Memoir on the Paleozoic Reticulate Sponges constituting the Family Dictyospongidse, 1898/99
- The stratigraphic and faunal relations of Oneonta, Ithaca and Portage Groups in Central New York 1897
- The paleozoic faunas of Pará, Brazil, Albany 1900
- mit Rudolf Ruedemann: The Eurypterida of New York, Albany 1912
- mit Leonidas Chalmers Glenn, Charles Butts: Devonic and Carbonic formations of southwestern New York, Albany, University of the State of New York, 1903
- The Naples fauna in western New York, Albany, University of the State of New York, 1904
- Early Devonic History of New York and Eastern North America 1908-1909
- The heart of Gaspé; sketches in the gulf of St. Lawrence, by John Mason Clarke; with many illustrations, Macmillan 1913
- The philosophy of geology and the order of the state 1917 (Adresse als Präsident der Geological Society)
- Organic dependence and disease: their origin and significance, Yale University Press 1921
- James Hall of Albany, geologist and palaeontologist, Albany 1923
- L´ile Percée, the Final of the St. Lawrence, or Gaspé flaneries, 1923